# Xinleqiunini (Sîn-lēqi-unninni)
Xinleqiunini o Sîn-lēqi-unninni (Accadi  𒁹𒀭𒌍𒋾𒀀𒅆  md30-TI-ER2 ) va ser un mašmaššu que va viure a Mesopotàmia, probablement en el període comprès entre el 1300 i el 1000 aC. Se'l té pel compilador de la versió més ben conservada de l'Èpica de Gilgamesh. El seu nom figura en el mateix text, un fet poc habitual per a les obres escrites en cuneïforme.
La seva versió és coneguda pel seu incipit, o primera línia "ša nagba īmuru" ("El que va veure el profund" o "El que va veure l'abisme"). Es desconeix fins a quin punt la seva versió és diferent dels textos anteriors. Tot i així, Andrew R. George argumenta que Xinleqiunini "va donar [L'èpica de Gilgamesh ] la seva forma definitiva i fixa”. Tigay reconeix que Xinleqiunini va canviar "la grandesa de Gilgamesh, des dels fets vers l'adquisició de coneixement", en el que es pot considerar un recurs literari de primer ordre. En el seu moment la narració en vers també es coneixia com a "sèrie Gilgamesh" (iškar Gilgāmeš ). 
El pròleg presenta l'únic exemple de narració en primera persona de Xinleqiunini.  La seva versió inclou la història del Diluvi d'Utnapishtim a la tauleta XI i, a la tauleta XII, el sumeri Gilgamesh, Enkidu i l'Inframón.
El nom de Xinleqiunini (Sîn-lēqi-unninni) significa "Sîn (el Déu de la Lluna) és aquell que accepta la meva pregària". De vegades també es transcriu, encara que amb menys probabilitat, com 'Sîn-liqe-unninni', que significa 'O Sîn! Accepta la meva pregària'. Diverses famílies Úruk dels períodes neobabilònic, aquemènida i selèucida van reivindicar Sîn-lēqi-unninni com el seu avantpassat, concretament aquelles que actuaven com a escribes i kalû, creant una mena de "dinastia d'intel·lectuals".  Xinleqiunini pot haver estat una figura llegendària, amb una llista del primer mil·lenni aC que el descriu com "el savi conseller de Gilgamesh".

## Nota
1. ↑  El pròleg tradicionalment atribuït a Sîn-lēqi-unninni es va trobar en un manuscrit anterior d'Ugarit.[7]